# Amphinomos et Anapias
Ne doit pas être confondu avec Amphinomos.

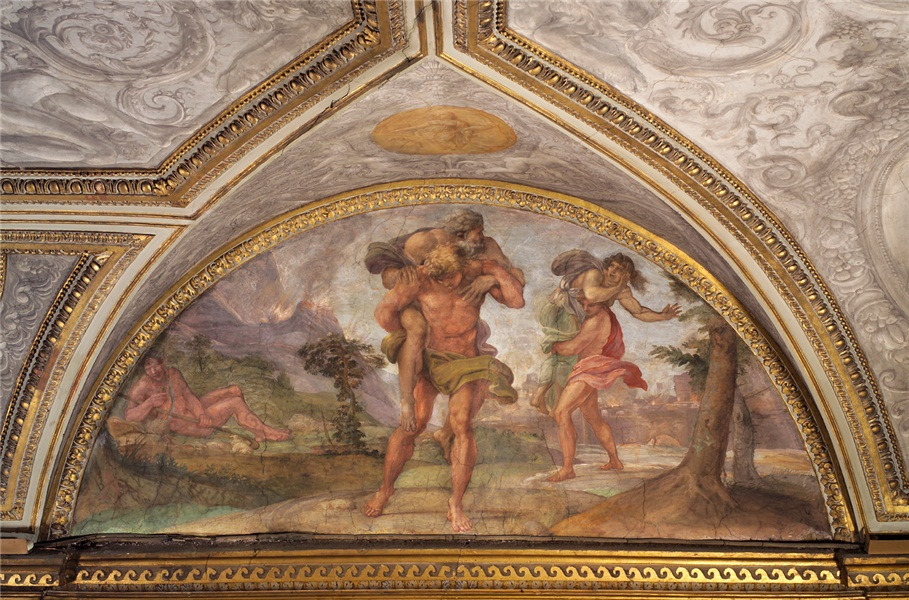
Anphinomo et Anapie fuient avec leurs parents sur les épaules, fresque du Carache, Camerino Farnese. À gauche, Polyphème aveuglé.

Amphinomus et Anapia ( grec ancien : Ἀμφίνομος         ), appelés en latin Pii fratres (« les frères pieux ») ou fratres Catanenses (« les frères de Catane »), sont deux frères, protagonistes d'un conte mythologique grec.

## Mythe
Anphinome et Anapie vivent dans à Catane, au pied de l'Etna.
Lors d'une éruption du volcan, un incendie dévore Catane. Tandis que les habitants tentent de sauver leurs biens, deux frères cherchent à sauver leurs parents : l'un porte sur ses épaules son père, l'autre sa mère, et ils s'enfuient. Les Dieux, émus par cette piété filiale, font en sorte que les flammes ne les touchent pas, leur laissant le passage libre
.
Amphinomus et Anapie deviennent si célèbres pour cette action qu'on les appelle « pieux ». Syracuse et Catane se disputent l'honneur de les avoir vus naître, et chaque ville construit un temple à la piété filiale en souvenir de cet événement.
Raconté dans l'Appendix Vergiliana', l'épisode est bien célébré dans l'Antiquité comme exemple de pietas, c'est-à-dire de dévotion filiale. Celle-ci fait la fierté de Catane, mise en avant dans les pièces de monnaie que la ville y frappe.

## Représentations numismatiques

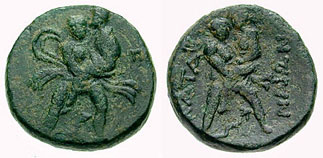
Une pièce en bronze de Katanas.
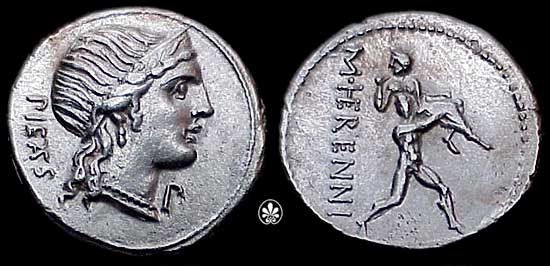
Denier de Marcus Herennius (108-107  av. J.-C.)).
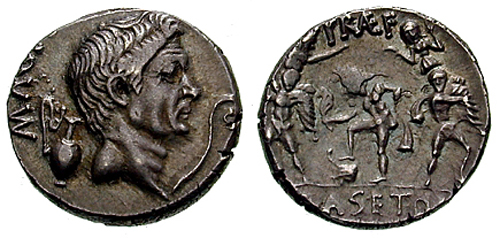
Denier de Sextus Pompée.

Une autre pièce de Catane présente Dionysos à l'avers et les pieux frères au revers
.